# ماركوس بيل
ماركوس بيل (بالإنجليزية: Marcus Bell)‏ هو لاعب كرة قدم أمريكية أمريكي، ولد في 1 يونيو 1979 في ممفيس في الولايات المتحدة.

## وصلات خارجية
- ماركوس بيل على موقع مرجع كرة القدم المحترفة.كوم (الإنجليزية)